# Operation Artemis
Die Operation Artemis war eine Militärmission der Europäischen Union zur Unterstützung der UN-Mission MONUC in der Demokratischen Republik Kongo.

## Geschichte

Provinzen der Demokratischen Republik Kongo

Nachdem im Mai 2003 in der Provinz Ituri im Osten der Demokratischen Republik Kongo Unruhen ausgebrochen waren, bat der Generalsekretär der Vereinten Nationen den französischen Staatspräsidenten zunächst inoffiziell um Prüfung, ob eine Entsendung von militärischen Kräften möglich wäre, mit denen das UN-Bataillon der Vereinten Nationen vor Ort aus Uruguay unterstützt werden könnte.
Am 30. Mai 2003 erteilte der Sicherheitsrat der Vereinten Nationen mit der Resolution 1484 das Mandat für die Mission, die am 12. Juni 2003 vom EU-Rat beschlossen wurde. Innerhalb von 17 Tagen (am 16. Juni 2003) war die knapp 2.000 Mann starke Friedenstruppe, unter französischer Führung, vor Ort. Das UN-Mandat wurde zeitlich bis zum 1. September 2003 befristet, am 7. September verließ der letzte EUFOR-Soldat Bunia.
Nach Ende der Mission übernahm die UN-Mission MONUC wieder das Kommando in Bunia, deren Umfang mittlerweile durch die Resolution 1493 erheblich vergrößert worden war.

## Auftrag
Die Hauptaufgaben der Operation waren die Stabilisierung des Sicherheitsumfeldes und die Verbesserung der humanitären Lage in der Provinzhauptstadt Bunia. Darüber hinaus bestand der Auftrag der Truppen darin, bis zur Ablösung durch die UN, örtliche Flüchtlingslager zu schützen, den Flughafen von Bunia zu sichern und für die Sicherheit der Zivilbevölkerung, der UN-Mitarbeiter und der Mitarbeiter von Hilfsorganisationen zu sorgen.
Unterstützt wurde der Einsatz durch Einheiten, die zur logistischen Unterstützung in Entebbe, Uganda, stationiert waren.

## Organisation

### Führung
Geführt wurde die Operation vom französischen General Bruno Neveux mit dem Operational Headquarters in Paris. Auch der Force Commander als Befehlshaber im Einsatzgebiet war mit dem Brigadegeneral Jean-Paul Thonier ein Franzose.

### Beteiligte Nationen
Den größten Teil der Kräfte stellte Frankreich. Weitere beteiligte Nationen waren Österreich, Belgien, Brasilien, Kanada, Zypern, Griechenland, Ungarn, Irland, Italien, Niederlande, Portugal, Südafrika, Spanien, und das Vereinigte Königreich. Deutschland beteiligte sich durch zwei Stabsoffiziere im Operational Headquarters, durch Lufttransport mit Transall C-160 und mit der Bereitstellung der Fähigkeit zur Rückholung von Verwundeten.